# Комедианты (фильм, 1967)
«Комедианты» (англ. The Comedians) — кинофильм режиссёра Питера Гленвилла, вышедший на экраны в 1967 году. Экранизация одноимённого романа Грэма Грина. Фильм снят в Дагомее.

## Сюжет
Действие происходит в 1960-е годы в Порт-о-Пренсе (Гаити). Страной управляет диктатор Франсуа Дювалье, железной рукой подавляющий любое инакомыслие при помощи своей преданной гвардии — тонтон-макутов. Главный герой Браун (Ричард Бартон) — хозяин отеля, доставшегося ему по наследству. Он озабочен, главным образом, своим бизнесом и пытается остаться вне политической борьбы. Скучающая жена посла одной латиноамериканской страны Марта Пинеда (Элизабет Тейлор) — его любовница. В посольстве находит убежище некто, называющий себя майором Джонсом (Алек Гиннесс) — авантюрист, который собирается обучать повстанцев военному делу.
Брауну не удаётся остаться «над схваткой»: любовник его покойной матери — доктор Мажио, подпольный лидер недовольных режимом Дювалье, которые готовят восстание. Сохранить в тайне намерения повстанцев сложно — каждый их шаг под контролем спецслужб. Мажио убивают тонтон-макуты. После нелепой гибели Джонса Брауну ничего не остаётся, как занять его место и обучать неграмотных повстанцев-гаитян военному делу.

## В ролях
- Ричард Бёртон — Браун
- Элизабет Тейлор — Марта Пинеда
- Алек Гиннесс — майор Джонс
- Питер Устинов — посол Мануэль Пинеда
- Пол Форд — мистер Смит
- Лиллиан Гиш — миссис Смит
- Джордж Стэнфорд Браун — Анри Филипо
- Роско Ли Браун — Крошка Пьер
- Глория Фостер — миссис Филипо
- Джеймс Эрл Джонс — доктор Мажио
- Реймонд Сен-Жак — капитан Конкассёр
- Сисели Тайсон — Мари Тереза

## Прокат
Фильм вышел в прокат в США 31 октября 1967 года, в Мексике — 15 февраля 1968 года, в СССР — 24 ноября 1969 года, в Турции — 15 апреля 1974 года.

## Награды и номинации
- 1968 — номинация на премию «Золотой глобус» за лучшую женскую роль второго плана (Лилиан Гиш).
- 1967 — премия Национального совета кинокритиков США за лучшую мужскую роль второго плана (Пол Форд), а также попадание в список десяти лучших фильмов года.